# アドメテック
株式会社アドメテック（英: AdMeTech Co.,Ltd）は、愛媛県松山市に本社を置く医療機器メーカー。

## 概要
2003年に愛媛大学工学部と医学部の研究者らが設立した愛媛大学発のベンチャーである。高周波誘導原理を応用し、腫瘍部に配置した発熱体に体外から高周波磁場を当て、局所的に患部を60℃以上に加熱してがん組織を焼灼する装置およびシステムを開発している。
会社名は「Advanced Medical Technology」の略で、「一歩進んだ医工連携」を意味している。

## 事業所
- 本社 - 愛媛県松山市空港通1丁目8番16号
- 東京支店 -  東京都中央区築地3丁目1-1 築地FAビル8階

## 沿革
- 2003年9月4日 - 会社設立。
- 2005年5月 - 国立大学法人愛媛大学内にラボを新設。
- 2006年
  - 2月 - 東京事業所を新設。
  - 5月 - 第一種医療機器製造販売業の許可を取得(東京都：13B1X10021)。
- 2007年12月 - 東京事業所を千葉県に移転。第一種医療機器製造販売業の許可を取得(千葉県：12B1X10008)。
- 2008年11月 - ヒト子宮頸部上皮内病変治療用の装置開発完了。
- 2009年
  - 5月 - 第一種動物用医療機器製造販売業の許可を取得(千葉県：21製販療I第16号)。
  - 9月 - 動物用治療機器届出(AMTC200)が農林水産省より受理。
- 2012年5月 - 子宮頸部高度異形成の臨床試験（治験）開始。
- 2013年
  - 09月4日 - TOKYO PRO Marketに上場[3]。
  - 10月 - ヒト再発進行癌の免疫併用医師主導臨床研究を開始。
- 2015年
  - 4月 - 動物のリンパ節転移癌の動物臨床試験を開始（大阪府立大学）。
  - 5月 - 手術不能口腔がんの共同非臨床研究を開始（鶴見大学）。
  - 6月 - 局所加熱技術の基本特許が成立。
  - 9月 - 高度管理医療機器販売業・貸与業許可取得。動物用高度管理医療機器販売業・貸与業許可取得。
- 2017年
  - 03月 - ISO9001取得。AMTC300Bがウクライナで医療機器認可取得。
  - 11月 - 製造業取得。
- 2018年7月 - AMTC300Bがウクライナで医療機器の大量生産認可取得。
- 2019年
  - 07月1日 - TOKYO PRO Market上場廃止。
  - 12月 - ISO13485取得。